# 飼料作物

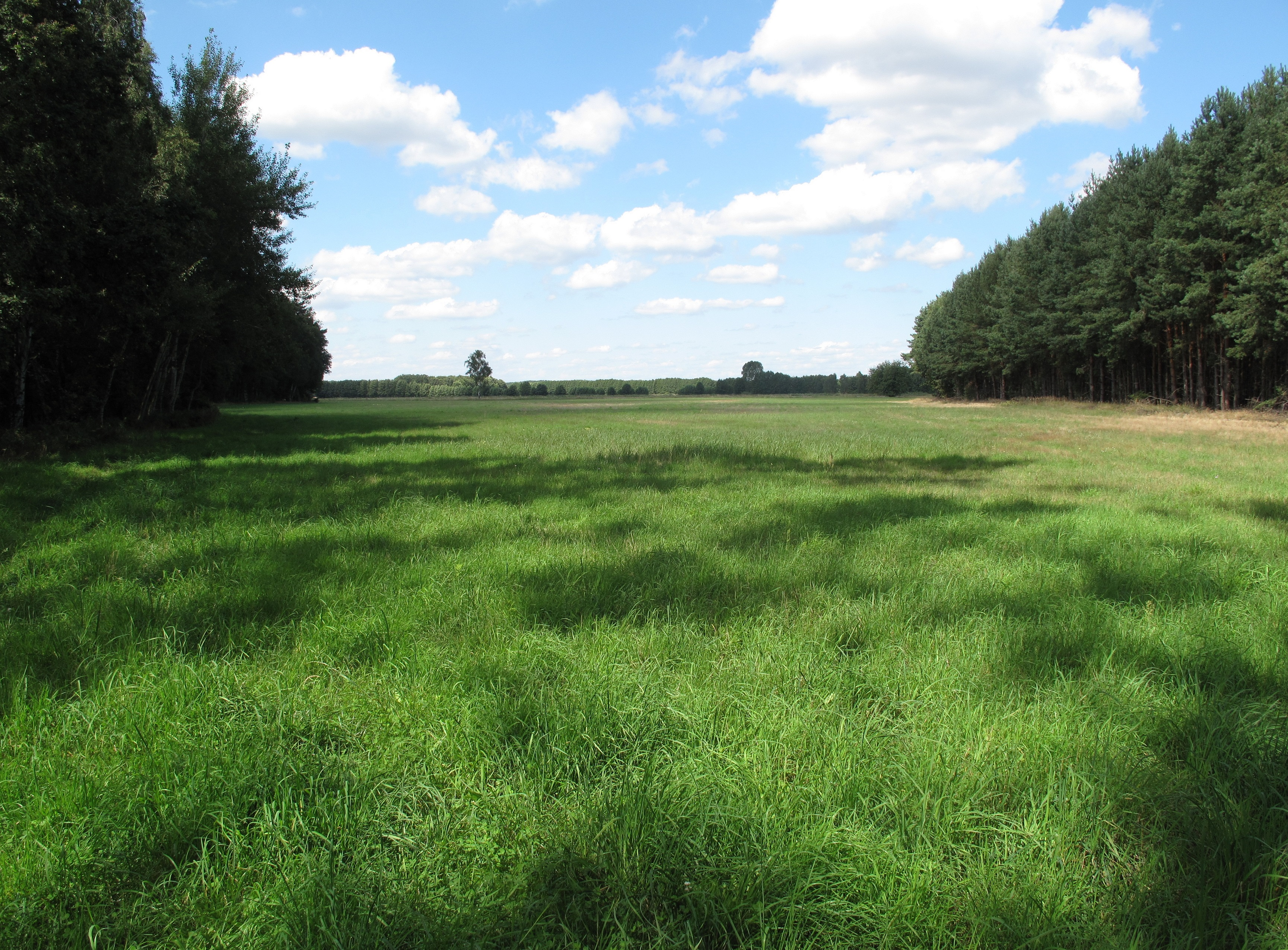
牧草地で育っている牧草

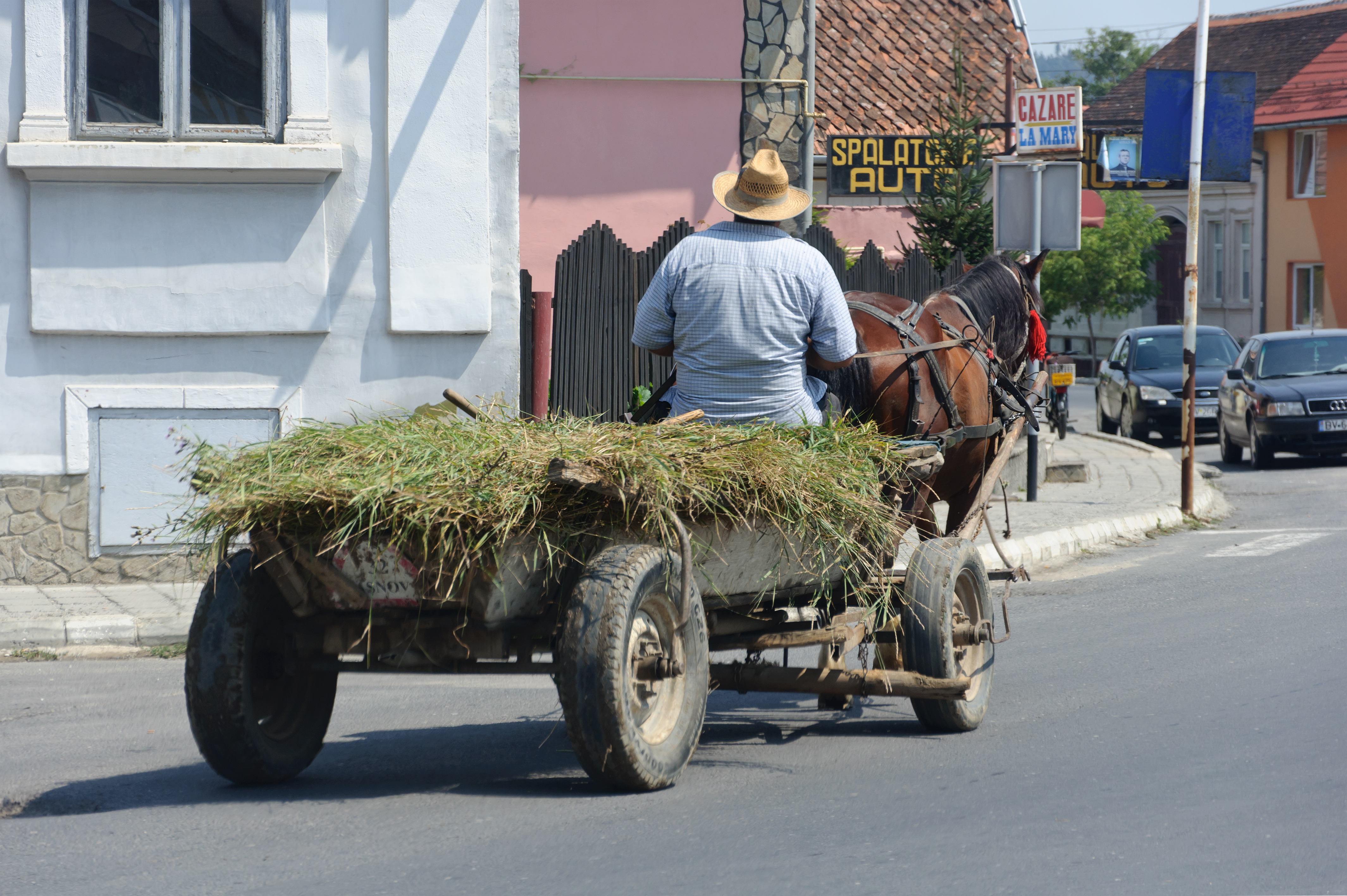
飼料作物を馬で運ぶ人

飼料作物（しりょうさくもつ、英: forage crop）とは、家畜の飼料となる作物。草食性家畜にエサとして与えるために栽培される作物。
単位面積あたりの収量が多いもの、栽培日数が短いものが選ばれる傾向がある。たとえばとうもろこし、大豆、青刈作物、牧草など。

## 米国
アメリカ合衆国で生産は、飼料専用の作物が2019年では8320万トン。そのうち4230万トンはムラサキウマゴヤシ（alfalfa）とそれの混合（alfalfa mixtures）。トウモロコシは、2019年で1億3300万トン。

## 日本
日本は世界と比較すると牧畜は（北海道を除いて）不振状態。飼料作物の使用量も少ない。おまけにその生産もさらに少量で、日本は飼料穀物のほとんどを輸入に依存している。近年で言うと、毎年約1200万トンを輸入。2017年時点の輸入量を作物の種類別に見ると、とうもろこし1072万トン、大麦97万トン、小麦40万トン、こうりゃん37万トンといった状況。
主な輸入元は、米国、ブラジル、オーストラリア、アルゼンチン。日本では飼料でトウモロコシを使用する割合が高いので、特に米国、ブラジルからの輸入量が大きい。
日本では北海道を除いて飼料作物の栽培は少量であり、耕地面積も狭い。そんな日本の飼料作物としては、牧草類ではイタリアンライグラス、チモシーなど。青刈り類ではアルファルファ、トウモロコシ、ソルガムなど。